# Видукинд
Видукинд (8. или 9. век) био је пагански саксонски вођа и противник Карла Великог током Саксонских ратова. Године 782, када је Карло Велики организовао Саксонију као франачку провинцију и наредио присилно покрштавање Видукиндових Саксонаца, Саксонци су обновили непријатества са Францима. Касније, Видукинд је постао симбол саксонског покрета независности и легендарна фигура.